# Samfundet S:t Erik

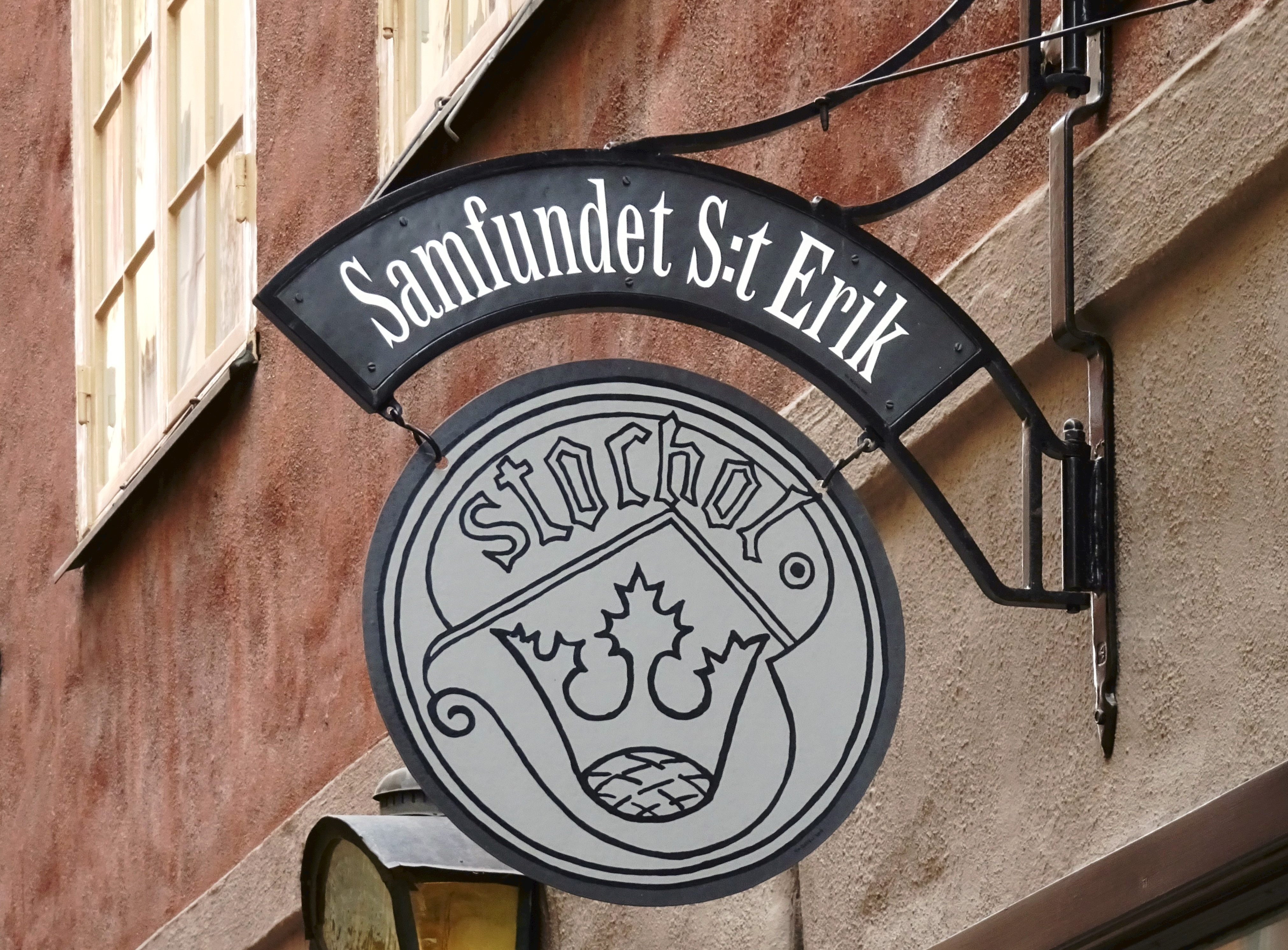
Samfundets skylt, Köpmangatan 5.

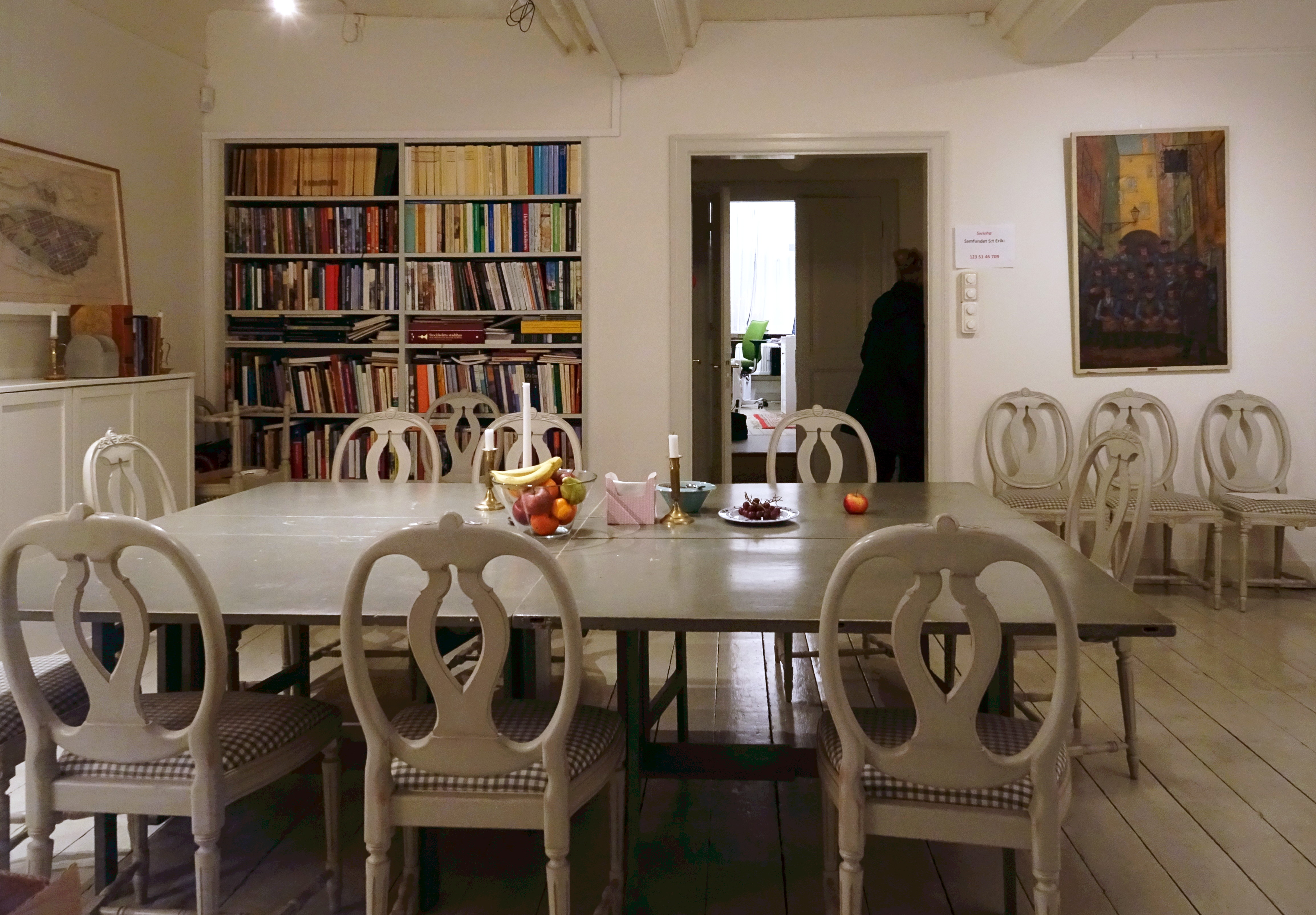
Samfundets lokal, Köpmangatan 5.

Samfundet S:t Erik är en ideell förening, stiftad den 24 maj 1901 i Stockholm, med uppgift att väcka intresse för och sprida kunskap om Stockholms historia och verka för att konstnärliga och historiska krav tillgodoses vid Stockholms omdaning och utveckling. Samfundets namn kommer av Erik den helige och Stockholms stadsvapen.
Ordförande 2023 är Knut Weibull, tidigare överantikvarie på Riksantikvarieämbetet, som tillträdde efter tidigare stadsbyggnadsborgarrådet Monica Andersson som varit ordförande sedan 2010.  
Samfundet S:t Erik anordnar regelbundet föreläsningar, visningar, vandringar och seminarier för medlemmar och allmänheten. Föreningen arbetar även aktivt med aktuella stadsbyggnadsfrågor och skriver regelbundet yttranden och debattinlägg för att Stockholms kulturhistoriska intressen ska tillvaratas. 
Föreningen delar också ut anslag och stipendier till projekt som rör staden Stockholm och dess historia.

## Historia
Samfundet S:t Erik stiftades 1901 på initiativ av zoologiprofessorn Wilhelm Leche som tillsammans arkitekten Isak Gustaf Clason, arkivarien Johan Flodmark, grosshandlaren Johan Unman och greve F.U. Wrangel reagerade på bristande historisk hänsyn i stadsplaneringen och rivningar av kulturhistoriskt intressanta byggnader – framförallt det tidigare operahuset vid Kungsträdgården och den hårdhänta regleringen av Gamla Stan.
Gamla Stan ansågs vara trångbott och osanitärt och föreslogs till stora delar rivas. För att förhindra rivningarna köpte Samfundet S:t Erik in fastigheter i kvarteret Cepheus och genomförde en provsanering. Projektet visades som ett framgångsrikt exempel för stadsfullmäktige som argument för Gamla Stans bevarande. Fastighetsbolaget AB Stadsholmen bildades, med samfundet som dominerande ägare, för att fortsätta arbetet och förvalta fastigheterna. 

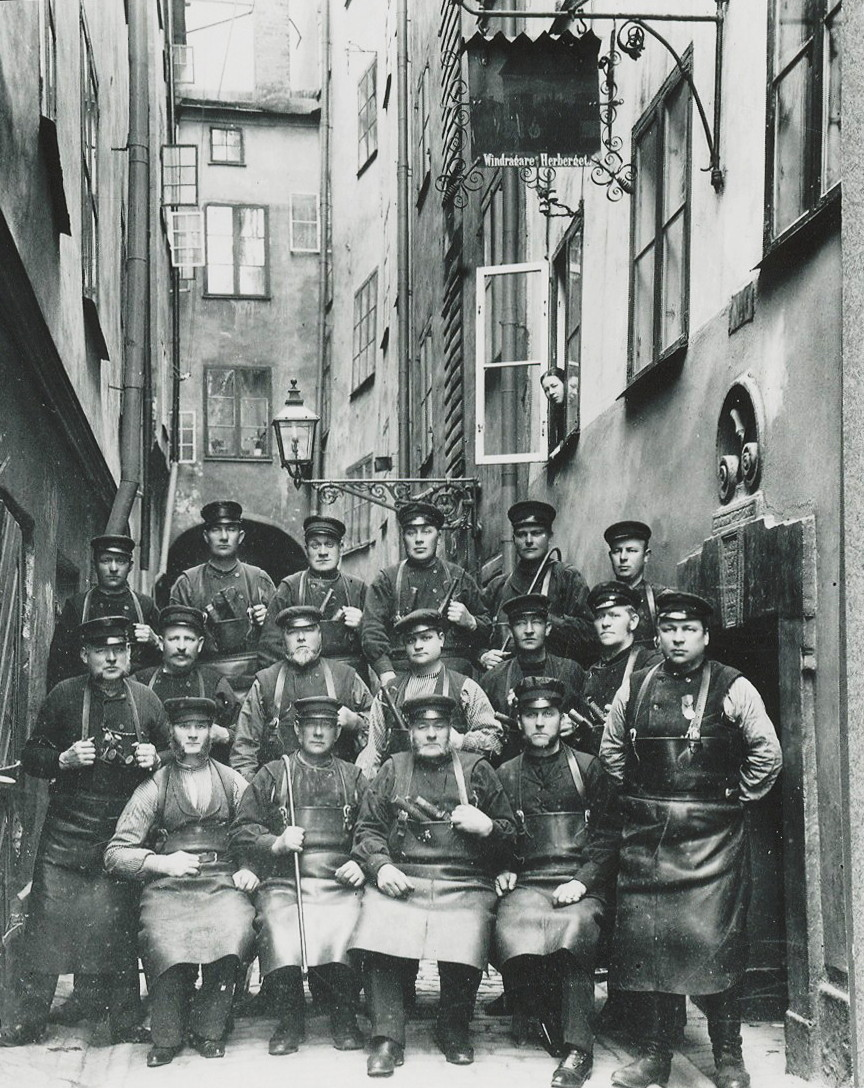
Vindragarlaget, 1930. Samfundet S:t Erik köpte Vindragarlagets Hus i Gamla Stan, som sedan skänktes till Stockholms Stad.

Med hjälp av generösa donationer har Samfundet S:t Erik under åren köpt in och donerat föremål och byggnader till Stockholm stad. Bland dem finns Vindragarlagets hus på Stora Hoparegränd och våningen i Stuckatörens Hus på David Bagares Gata som båda donerades till Stockholms stad samt Ferdinand Tollins målning Utsikt från Mosebacke 1842, som donerats till Stadsmuseet. 
Samfundet S:t Erik har även varit delaktig i utvecklingen av klassificeringssystemet som används av Stadsmuseet i Stockholm för inventering av kulturhistoriska byggnader. Klassificeringen utvecklades av Sigurd Wallin 1918 och tillkom efter föreningens påbörjade översiktskarta för bevarandevärda byggnader.  
Mellan 1907 och 1933 gjorde föreningen uppmätningar av kulturhistoriskt värdefulla byggnader och miljöer i Stockholm och genomför över 1 400 ritningar. 

## Kulturhusskyltar
Sedan 1993 uppsätter Samfundet S:t Erik blå, emaljerade informationsskyltar vid intressanta byggnader och anläggningar i Stockholm. Skyltarna ger en kortfattad historisk information på svenska och engelska. Samtliga skyltar finns på en karta på föreningens hemsida samt på Stockholmskällan. Här några exempel:

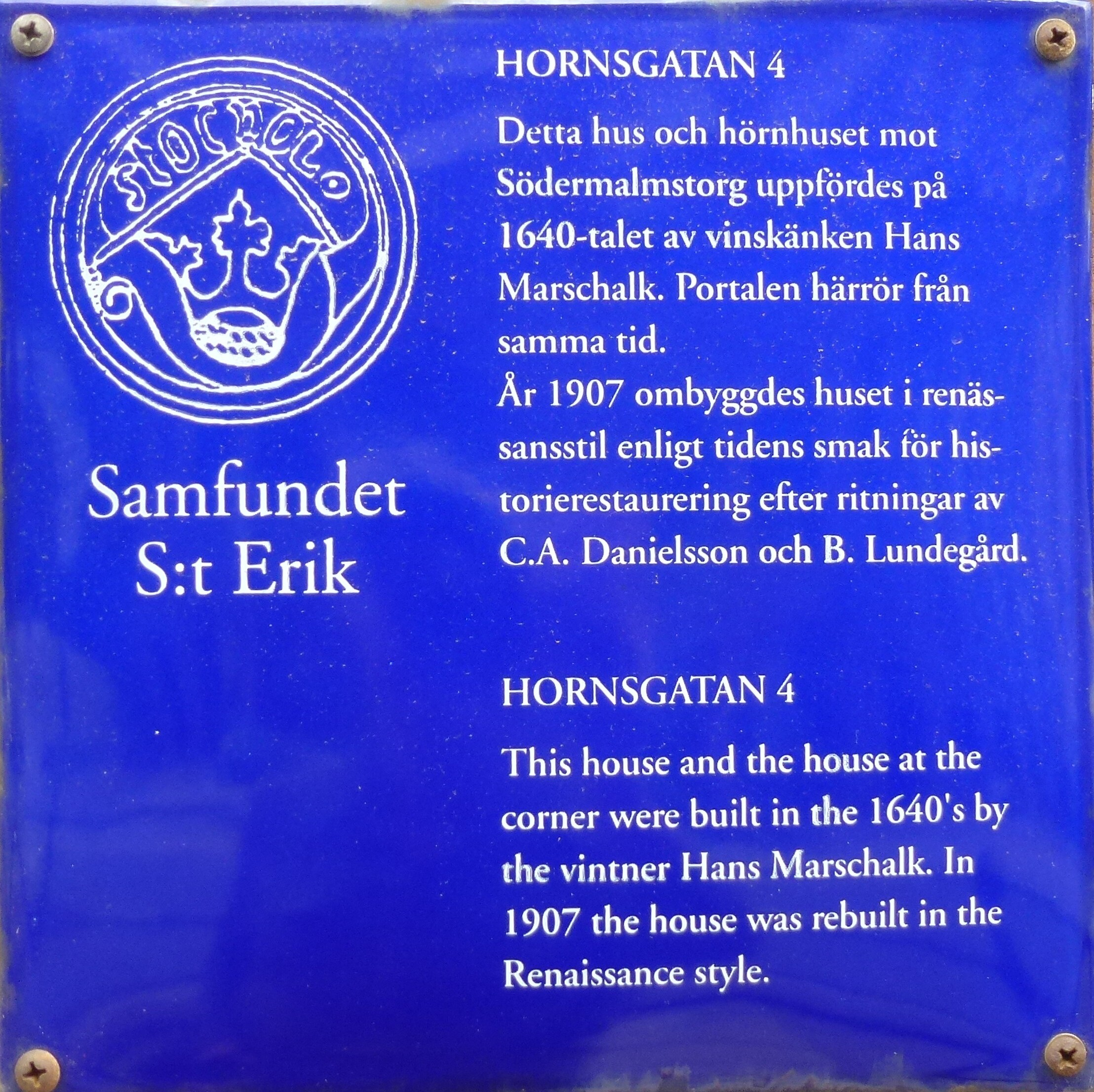
Hans Marschalcks hus
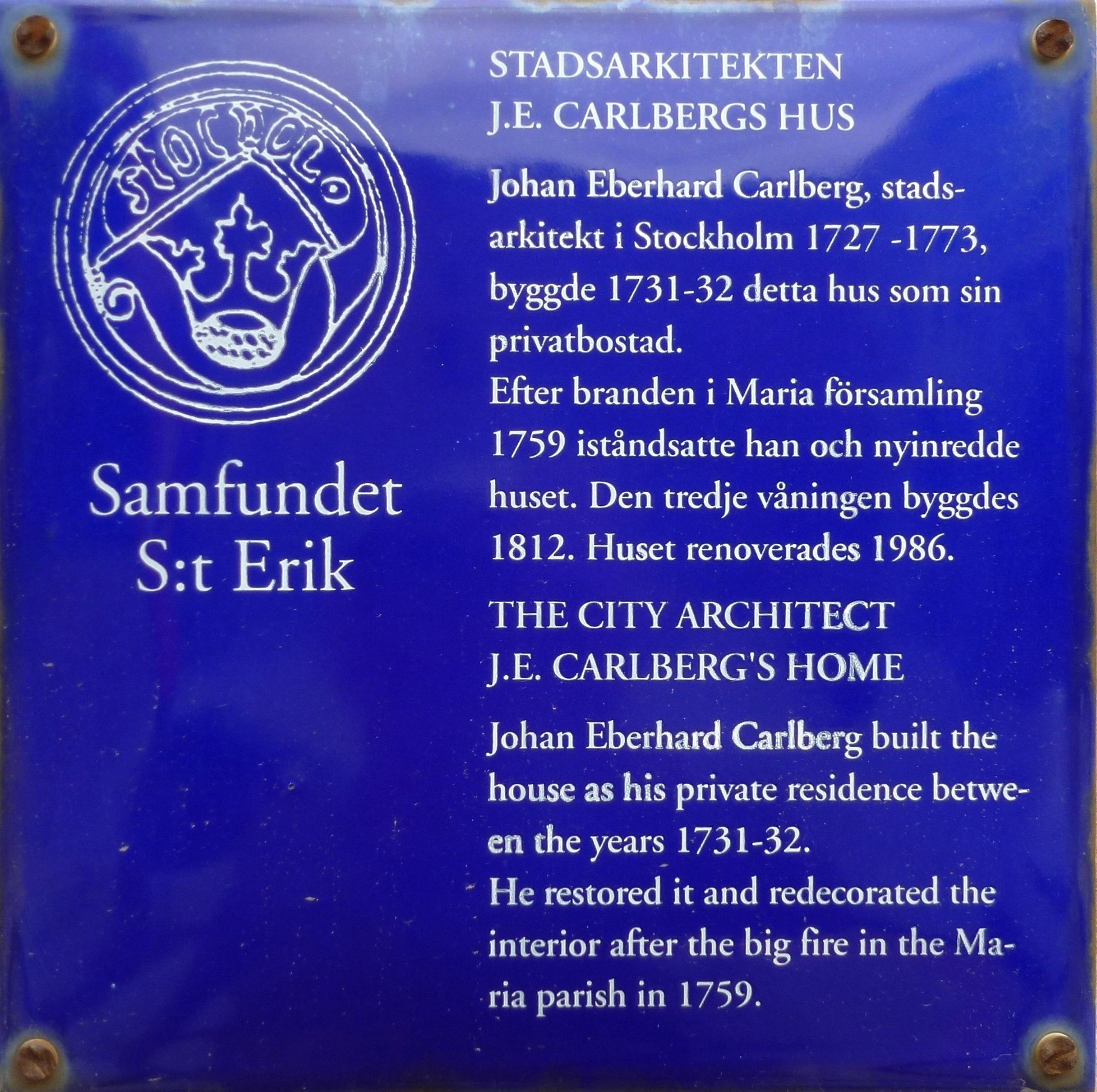
Johan Eberhard Carlbergs hus
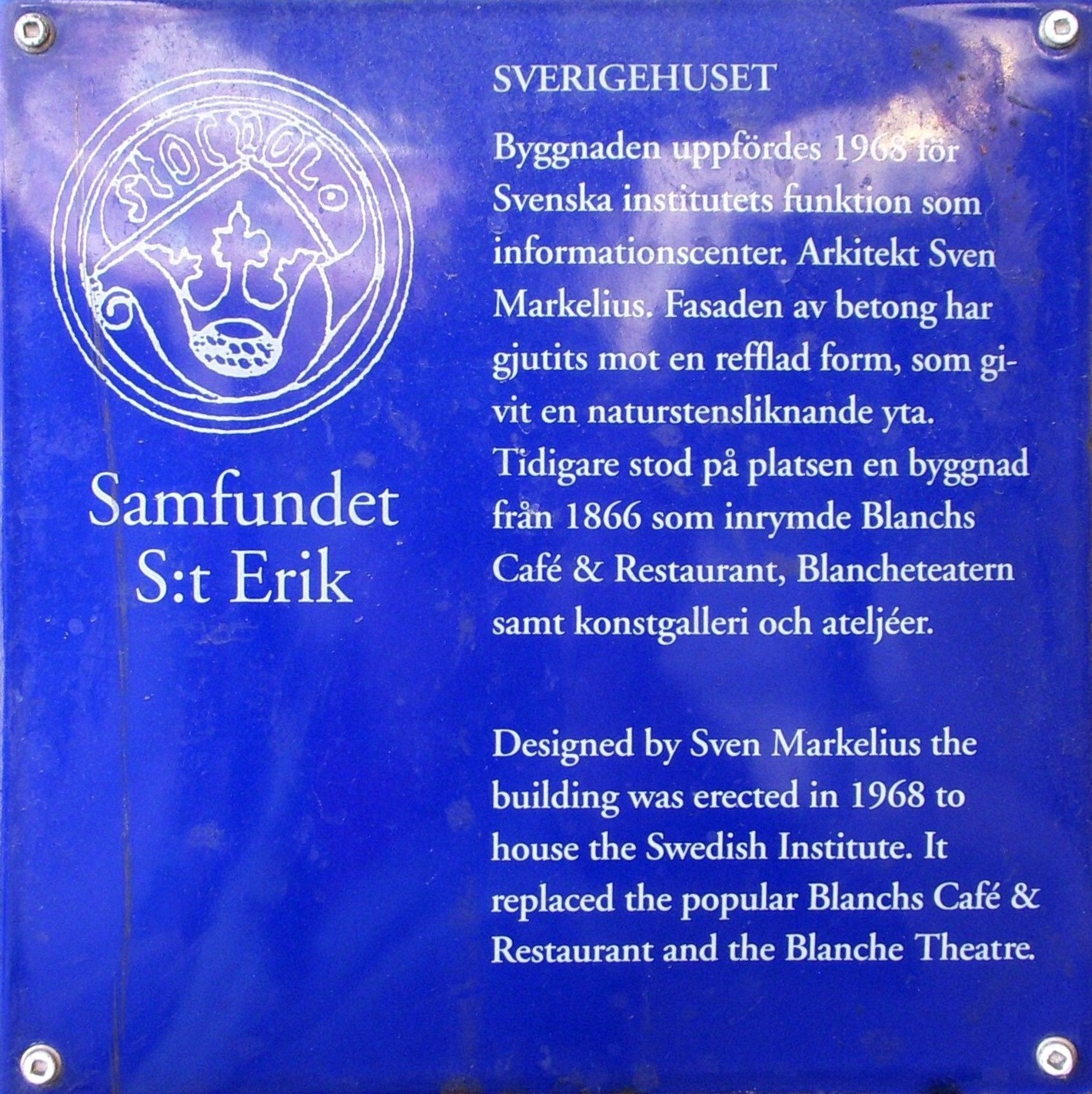
Sverigehuset
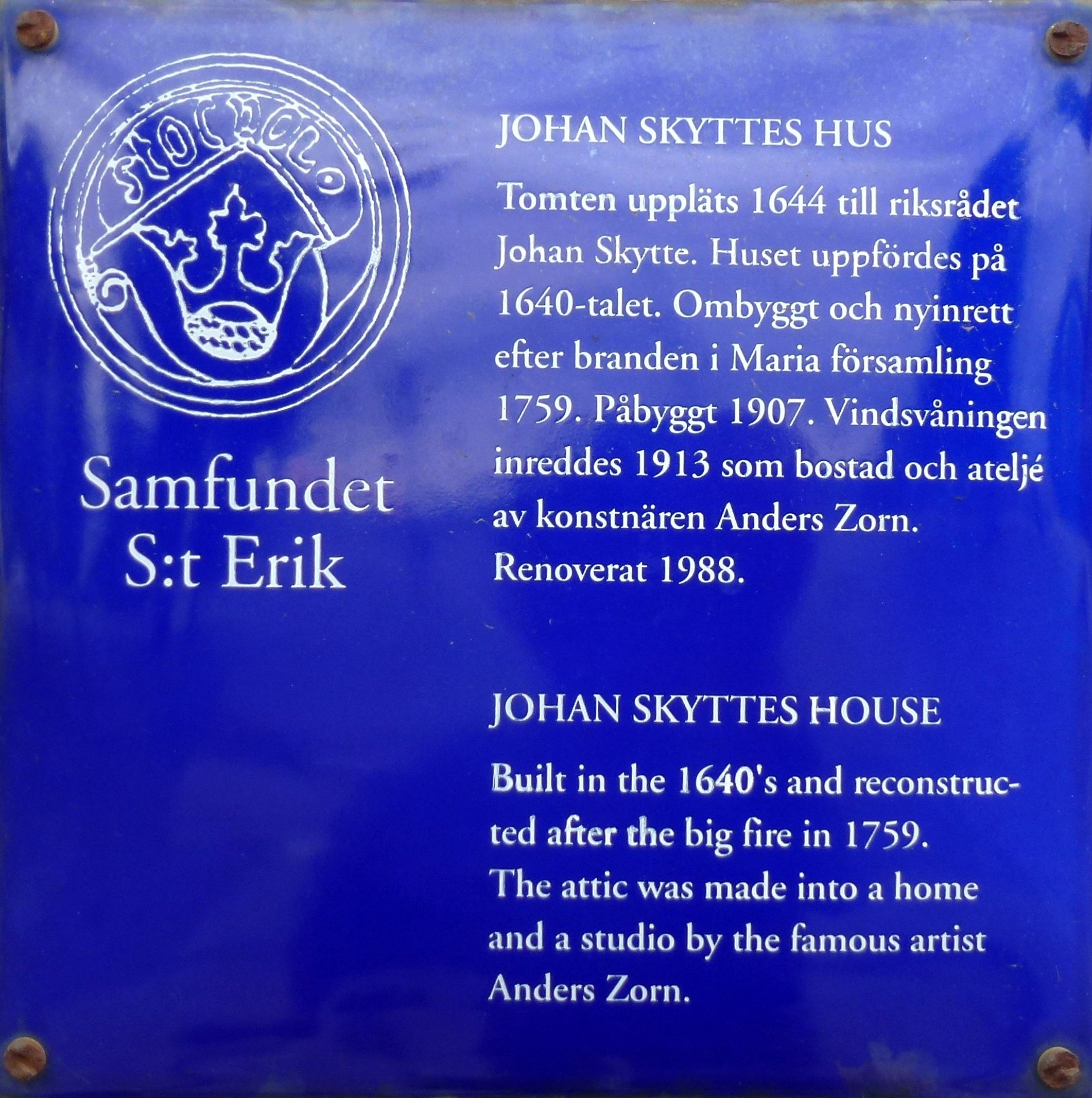
Johan Skyttes hus

## Årsbok
Sedan 1903 utger samfundet en årsbok om Stockholm. De tidiga årsböckerna innehåller essäer om Stockholms stadsutveckling och historia. På senare år utkommer böckerna med ett tema. År 2022 utkomYtterstaden och 2023 Vardagskonst som kulturarv, båda på Appell Förlag.

## Stiftelsen Höjering
I syfte att öka forskningen kring Stockholm och dess historia avskilde förlagschef Margot Höjering i augusti 2001 aktier till Samfundet S:t Erik. Dessa skulle användas till en stiftelse med namnet Stiftelsen Höjerings Bokförlag för Stockholmiana. Namnet Höjerings bokförlag har dock en längre historik.
Stiftelsen ändamål är att utdela stipendier, Stiftelsen Höjerings stipendium för Stockholmiana, till forskare som har för avsikt att såväl bedriva forskning kring Stockholm och dess historia som publicera uppnådda resultat i bokform. Samfundet S:t Erik är stiftelsens förvaltare och beslutar om stipendierna.

## Min Stockholmsskildring
Varje år anordnas skrivartävlingen Min Stockholmsskildring för gymnasieelever. År 2023 publicerades de vinnande bidragen 2019–2022 i en bok. Boken delades ut gratis till gymnasieskolor i Stockholm samt publicerades digitalt på Samfundet S:t Eriks webbplats för allmänheten. Tävlingen arrangeras i samarbete med Medeltidsmuseet och Stockholmskällan.    

## Plakett
Samfundet delar årligen ut ett pris om för närvarande (2023) 50 000 kronor med belöningsplakett, instiftat 1963, till den som i samfundets anda utfört berömliga insatser av vetenskaplig, konstnärlig, journalistisk eller kulturminnesvårdande natur. 

### Tidigare mottagare

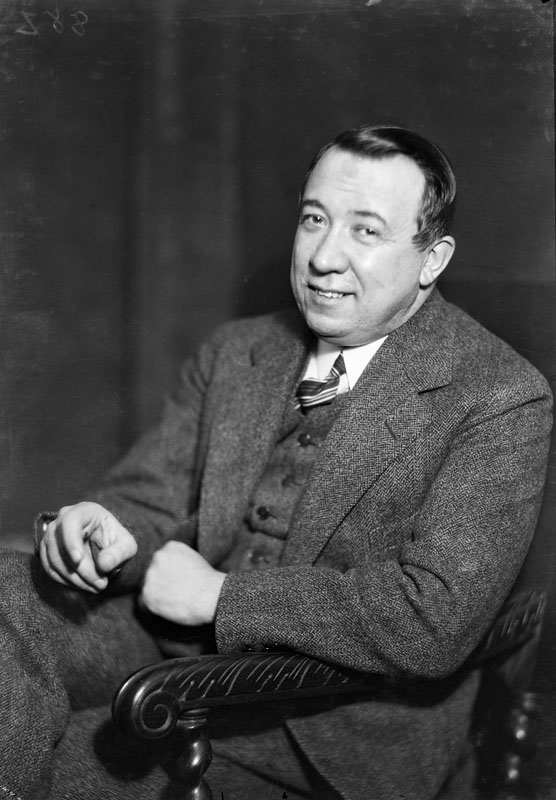
G. Johansson.

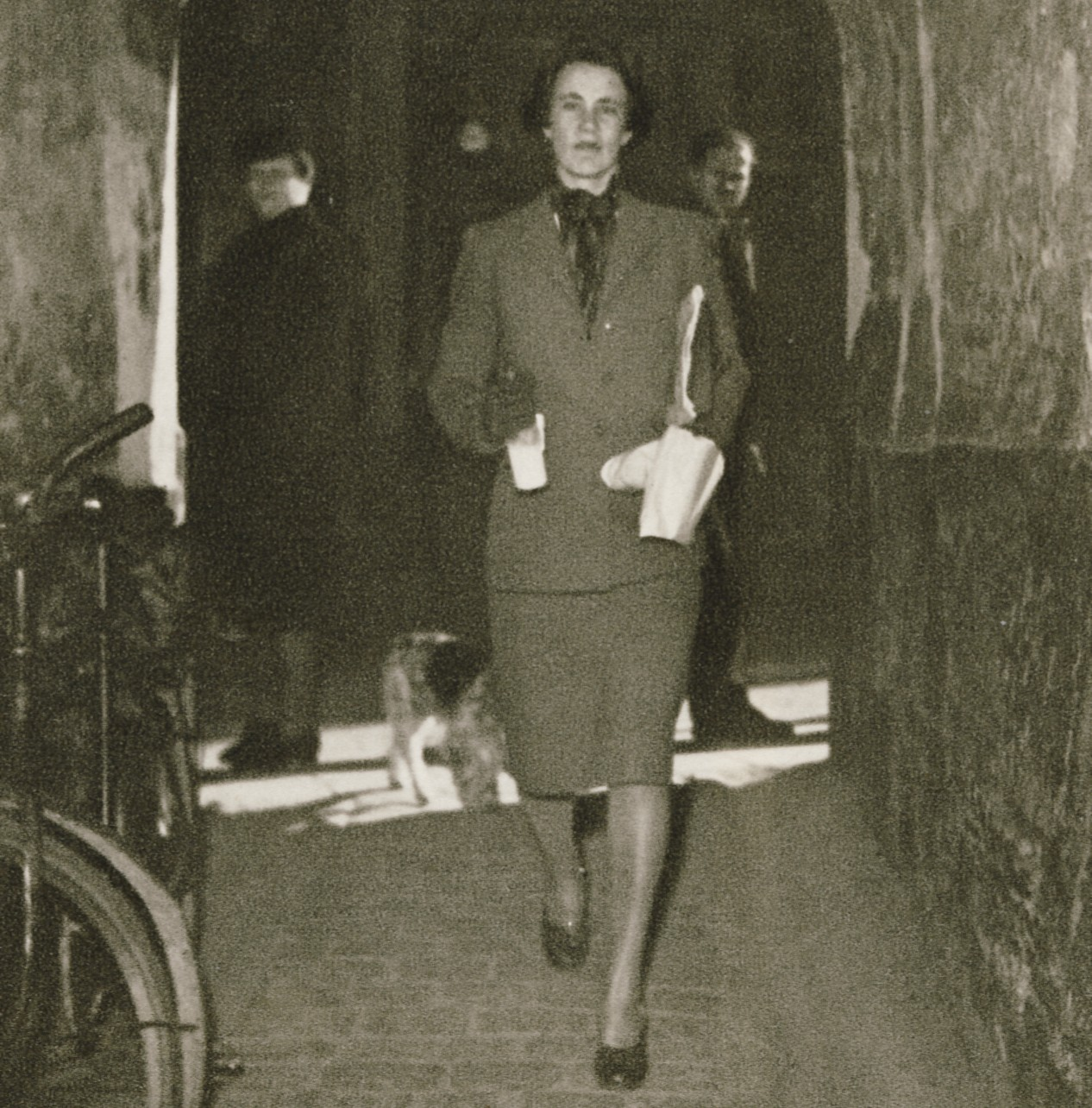
Vera Siökrona

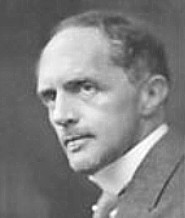
I Tengbom.

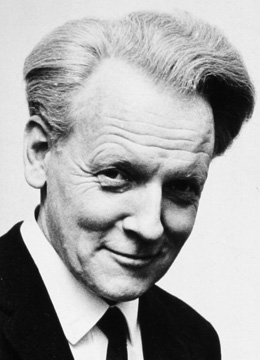
P.A.Fogelström.

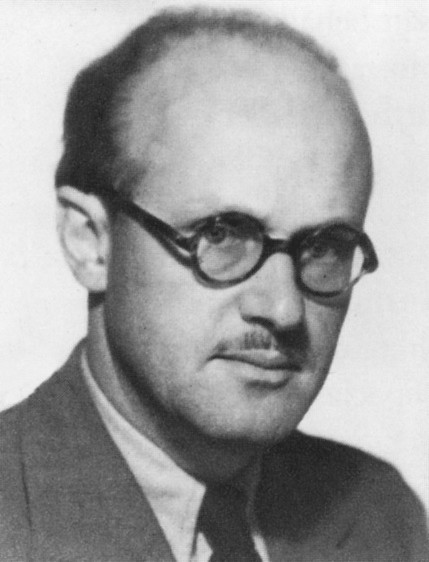
H. Blom.

- 1964    Riksantikvarie Gösta Selling
- 1965    Redaktör Gotthard Johansson
- 1966    Borgarrådet fil dr Yngve Larsson
- 1967    Professor Ivar Tengbom
- 1968    Fil dr Tord O:son Nordberg
- 1969    Författaren Per Anders Fogelström
- 1970    Herr John Swensk
- 1971    Stadsträdgårdsmästaren Holger Blom
- 1972    Arkitekt Nils Sterner
- 1973    Konstnären Hilding Linnqvist
- 1974    Direktör Arne Biörnstad
- 1975    Fröken Vera Siöcrona
- 1976    Redaktör Ulf Hård af Segerstad
- 1977    Fotograf Lennart af Petersens
- 1978    Professor Carl Ivar Ståhle
- 1979    Regissör Claes von Rettig
- 1980    Teaterintendent Anne Marie Rådström
- 1981    Författaren Staffan Tjerneld
- 1982    Fil dr Bo Grandien
- 1983    Fil dr Carl-Fredrik Corin
- 1984    Länsantikvarie Alf Nordström
- 1985    Arkitekt Erik Stark
- 1986    Författaren och konstnären Stig Claesson
- 1987    Förlagschef Margot Höjering
- 1988    Fil lic Rolf Söderberg
- 1989    Professor Henrik O Andersson och Docent Fredric Bedoire
- 1990    Docenterna Göran Dahlbäck och Jan Svanberg
- 1991    Stadsantikvarie Björn Hallerdt
- 1992    Fil dr Margareta Cramér
- 1993    Konstnären Svenolov Ehrén
- 1994    Försäkringsdirektör Anders Nerman
- 1995    Författaren Lars Gyllensten
- 1996    Borgarrådet Monica Andersson
- 1997    Överintendent Stig Fogelmarck
- 1998    Professor Ove Hidemark
- 1999    Konsthistorikern och museimannen Hans Eklund
- 2000    Sidenfabrikör Oscar Almgren
- 2001    Författaren Per Wästberg
- 2002    Journalisten och folkbildaren Béatrice Glase
- 2003    Docent Göran Söderström
- 2004    Fil mag Helena Friman och pedagog Andrea Hermelin
- 2005    Färgfabrikens initiativtagare Jan Åman
- 2006    Arkivarie Carl Magnus Rosell
- 2007    Projektledare Nationalstadsparken WWF Henrik Waldenström
- 2008    Civilingenjör Christina Lillieborg
- 2009    Fil.dr. och f.d. stadsantikvarie Marianne Råberg
- 2010    Fil.dr. Eva Eriksson
- 2011    Konstnären Bo Larsson
- 2012    Fil.dr. och docent i konstvetenskap Ann Katrin Pihl Atmer
- 2013    Fil.dr., docent och universitetslektor i sociologi Elisabeth Lilja
- 2014    Journalisten och fotografen Lars Epstein
- 2015    Professor emeritus Bengt O.H. Johansson
- 2016    Professor Peter Schantz
- 2017    Journalisten Elisabet Andersson
- 2018    Med.lic. Fredrik von Feilitzen
- 2019    Journalist Rebecka Tarschys[1]
- 2020 Arkitekt SAR/MSA Kristina Berglund
- 2021 Professor Catharina Nolin
- 2022  Arkitekt SAR/MSA Per Ahrbom
- 2023 Konstnären och scenografen Tor Svae
- 2024 Arkitekt SAR/MSA Per Kallstenius[2]

## Kvarterssaneringar i Gamla stan
- Sanering av Kvarteret Cepheus
- Sanering av Kvarteret Cygnus